# Junius T. Liles
Junius T. Liles (* 25. August 1876 in Lilesville, Anson County, North Carolina; † 1. März 1947 in Orangeburg, South Carolina) war ein US-amerikanischer Politiker. Zwischen 1919 und 1921 war er Vizegouverneur des Bundesstaates South Carolina.

## Werdegang
Junius Liles besuchte sowohl öffentliche als auch private Schulen. Im Alter von 17 Jahren schrieb er sich an der University of North Carolina ein. Wegen finanzieller Probleme konnte er dort aber nur ein Jahr lang bleiben. Anschließend arbeitete er zweieinhalb Jahre lang als Bankangestellter und Verkäufer in Marion. Dann begann er ein Studium am Willmon College in Kentucky, das er aber beim Ausbruch des Spanisch-Amerikanischen Krieges von 1898 abbrach, um sich einer Freiwilligeneinheit aus Kentucky anzuschließen. Ab 1901 war er für den Rest seines nicht politischen Lebens in der Versicherungsbranche tätig. In diesen Jahren muss er sich auch in South Carolina niedergelassen haben.
Politisch war Liles Mitglied der Demokratischen Partei. 1918 wurde er an der Seite von Robert Archer Cooper zum Vizegouverneur von South Carolina gewählt. Dieses Amt bekleidete er zwischen 1919 und 1921. Dabei war er Stellvertreter des Gouverneurs und Vorsitzender des Staatssenats. Nach seiner Zeit als Vizegouverneur ist er politisch nicht mehr in Erscheinung getreten. Er starb am 1. März 1947 in Orangeburg.